# زارچوئیه (مشیز)
زارچوئیه یک روستا در ایران است که در دهستان مشیز شهرستان بردسیر واقع شده‌است.